# آویلیانو
آویلیانو (به ایتالیایی: Avigliano) یک شهرک و کومونه در ایتالیا است که در استان پوتنزا واقع شده‌است.

## خصوصیات
آویلیانو ۸۴٫۹۳ کیلومترمربع مساحت و ۱۱٬۷۲۱ نفر جمعیت دارد و ۸۲۷ متر بالاتر از سطح دریا واقع شده‌است.

## نگارخانه

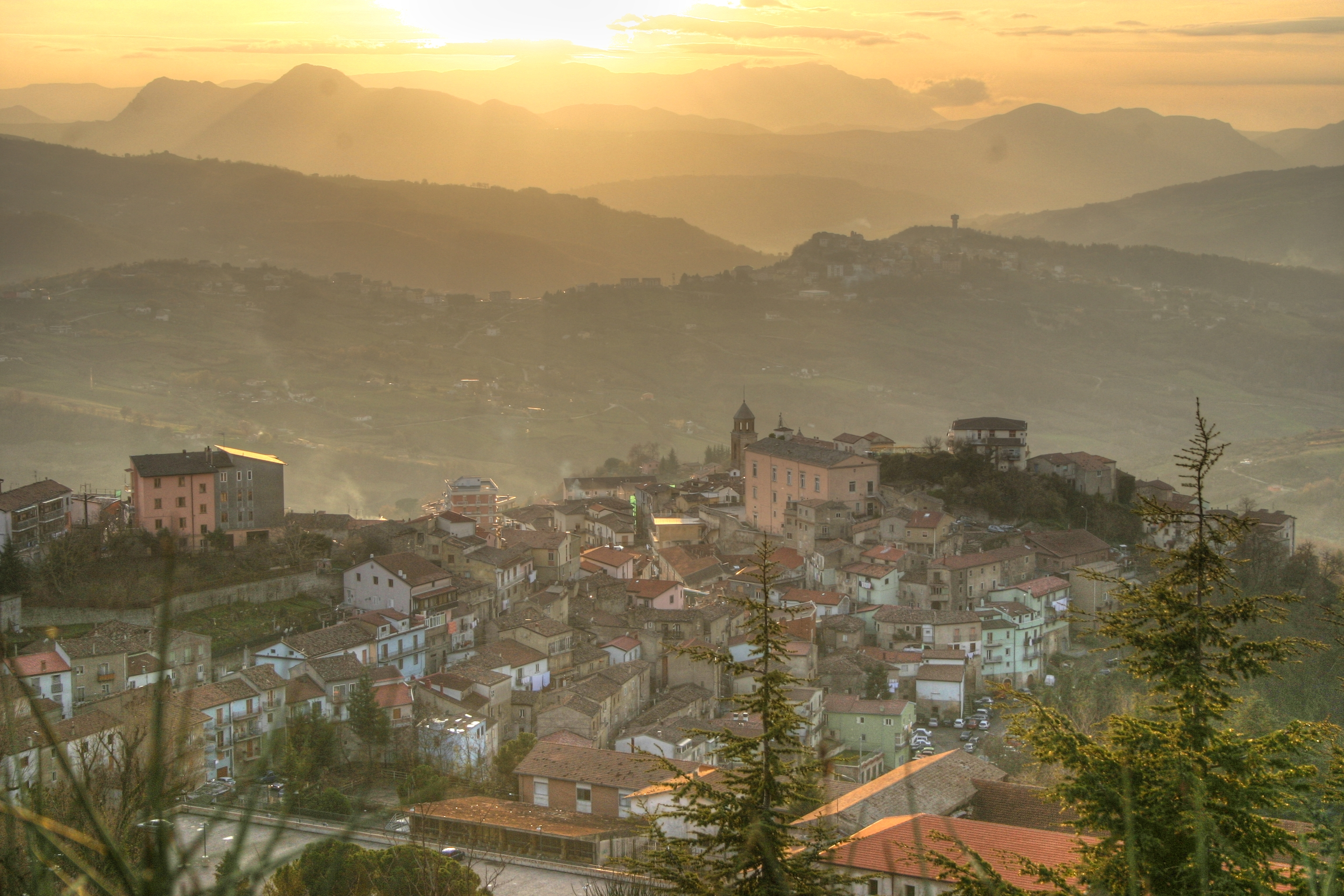
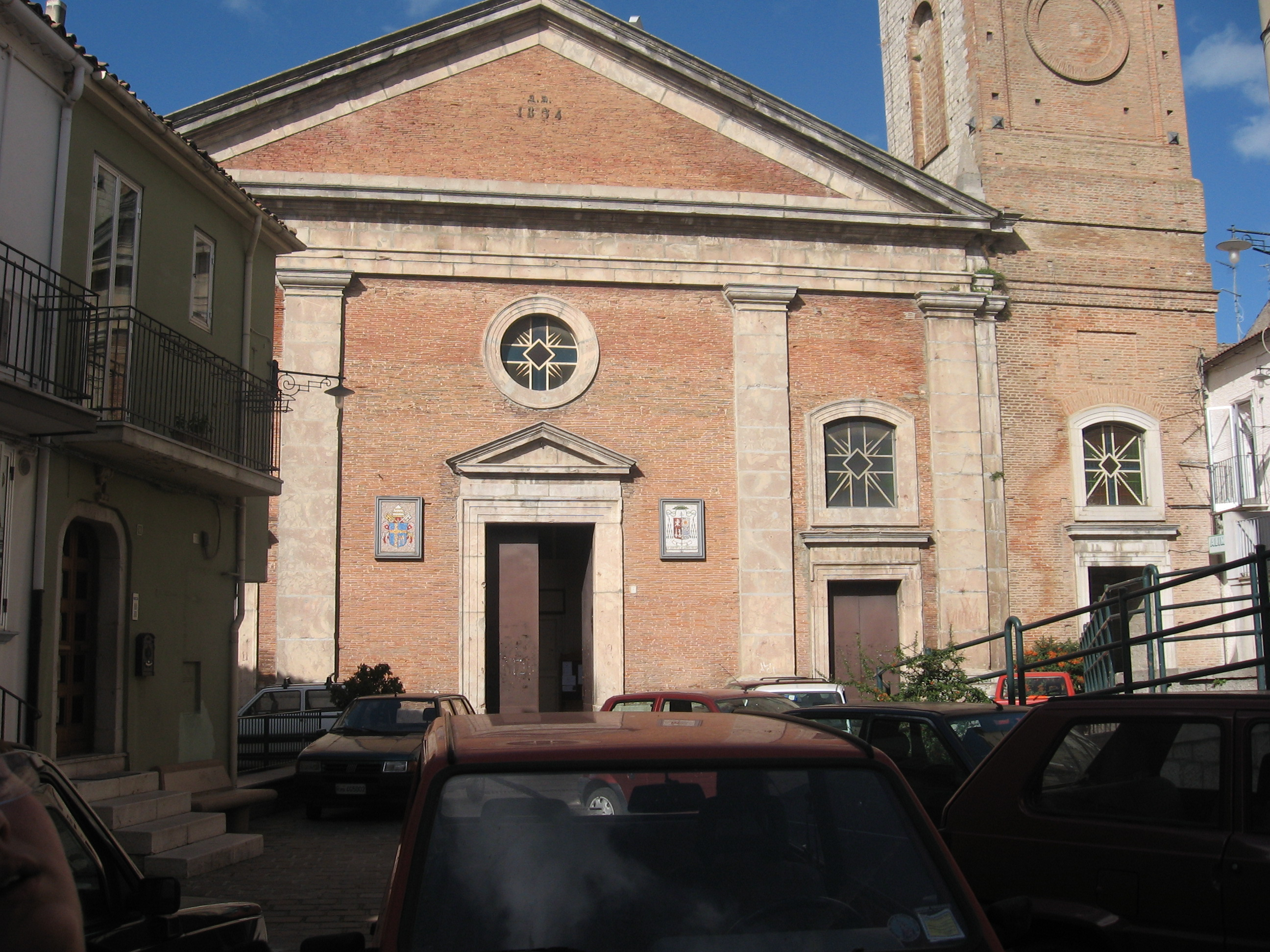
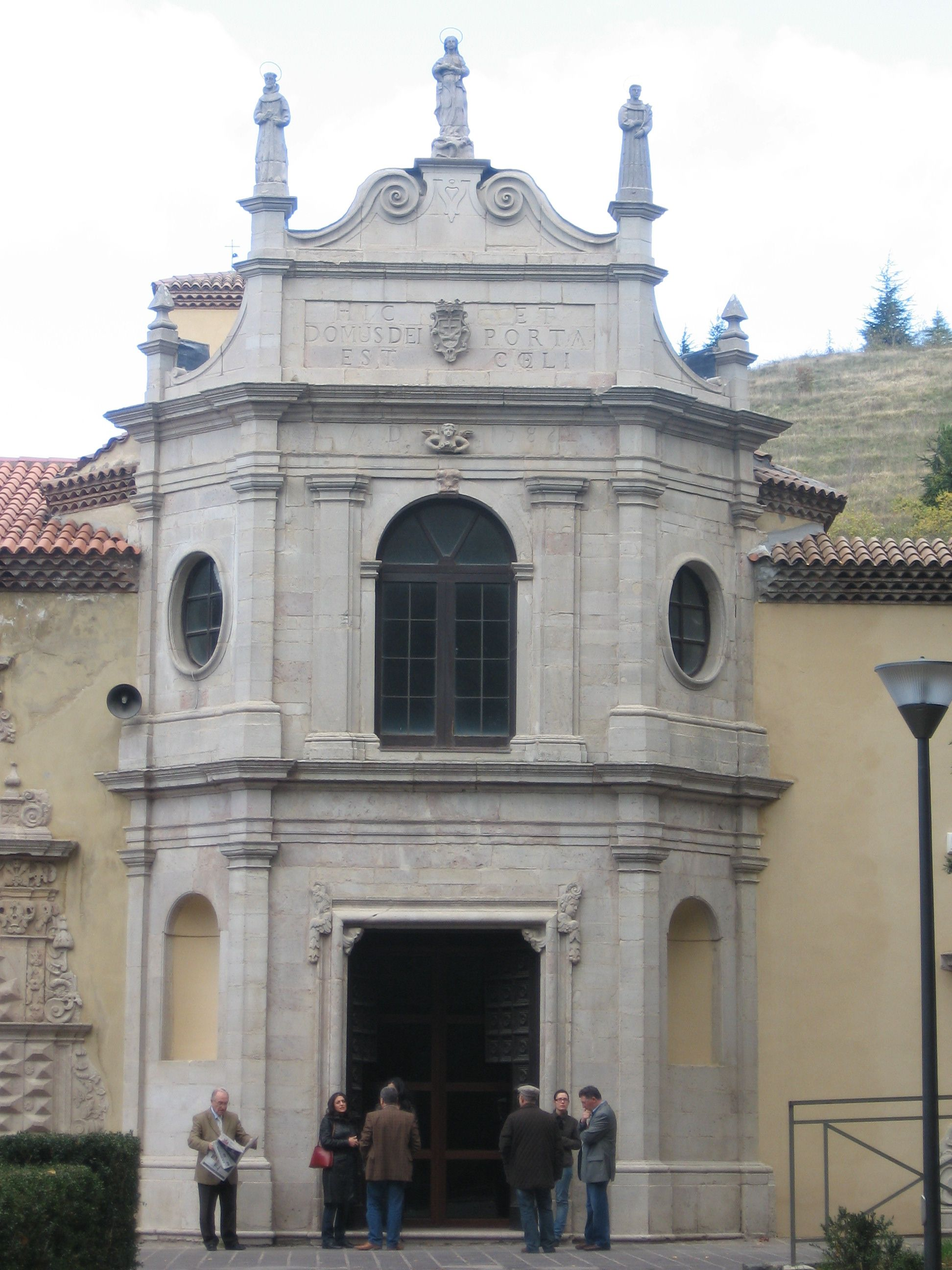
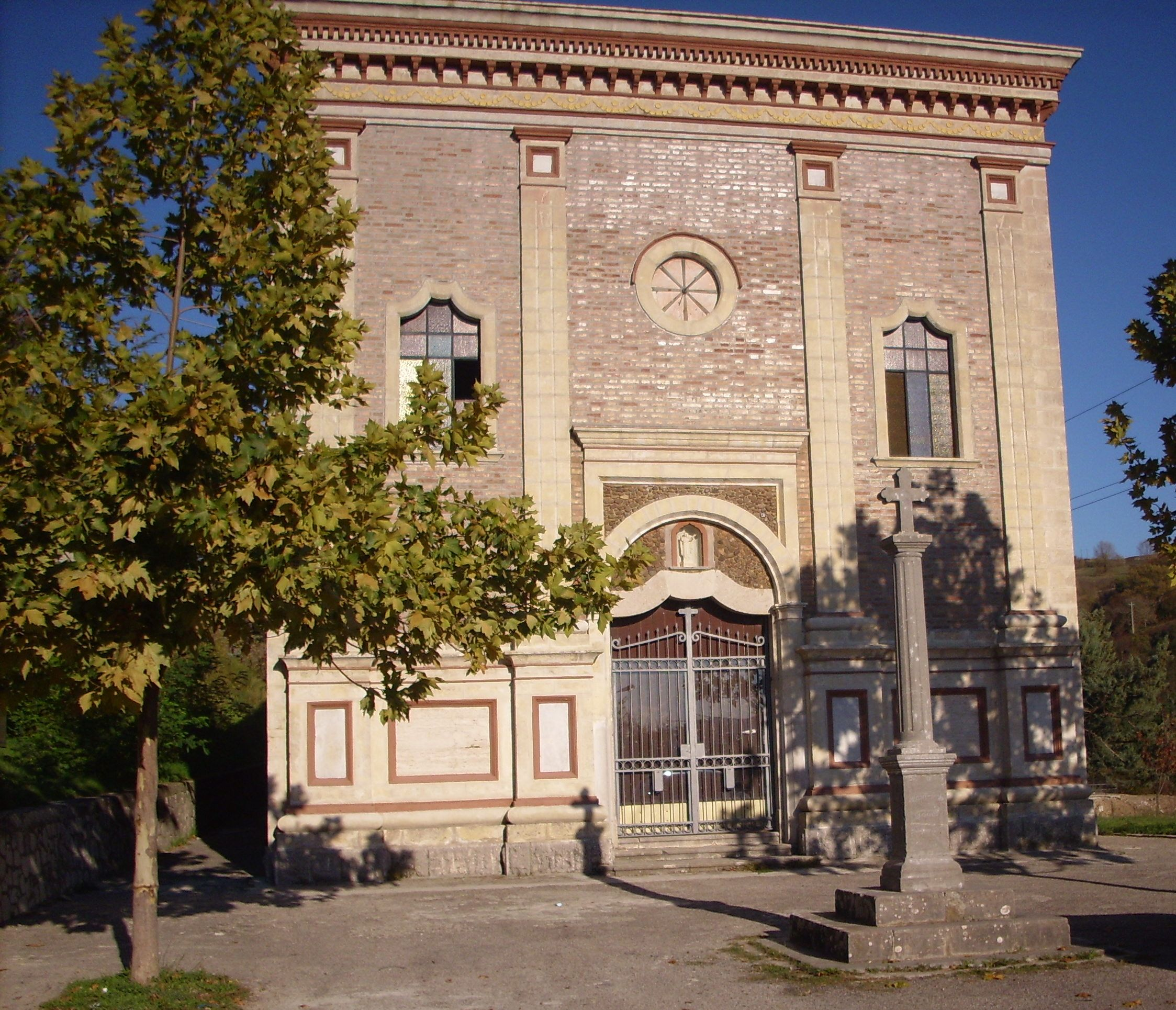